# Jorge Dely Valdés
Jorge Luis Dely Valdés (* 12. März 1967 in Colón) ist ein ehemaliger panamaischer Fußballspieler.

## Karriere

### Verein
Valdés begann seine Karriere beim argentinischen Verein Central Norte. Im Jahr 1993 unterschrieb Valdés einen Vertrag beim japanischen Verein Toshiba (heute: Hokkaido Consadole Sapporo). In der Saison 1993 wurde er mit 20 Toren Torschützenkönig der Japan Football League. Auch im folgenden Jahr wurde er mit 33 Toren Torschützenkönig. Danach spielte er für Cerezo Osaka und Tosu Futures. 1997 kehrte er nach Consadole zurück. In der Saison 1997 wurde er mit 40 Toren Torschützenkönig. Danach spielte er für Colorado Rapids, Omiya Ardija, Kawasaki Frontale und CD Árabe Unido. 2005 beendete er seine Spielerkarriere.

### Nationalmannschaft
Im Jahr 1991 debütierte Valdés für die panamaische Fußballnationalmannschaft. Er wurde in den Kader der CONCACAF Gold Cup 2005 berufen und bestritt insgesamt 48 Länderspiele für Panama.

## Erfolge
- Copa Chile: 1992
- Japan Football League Torschützenkönig: 1993, 1994, 1997